# Miyoshi, Aichi
Miyoshi (みよし市 Miyoshi-shi) là thành phố thuộc tỉnh Aichi, Nhật Bản. Tính đế ngày 1 tháng 10 năm 2020, dân số ước tính thành phố là 61.952 người và mật độ dân số là 1.900 người/km2. Tổng diện tích thành phố là 32,19 km2.